# Крымскотатарская музыка

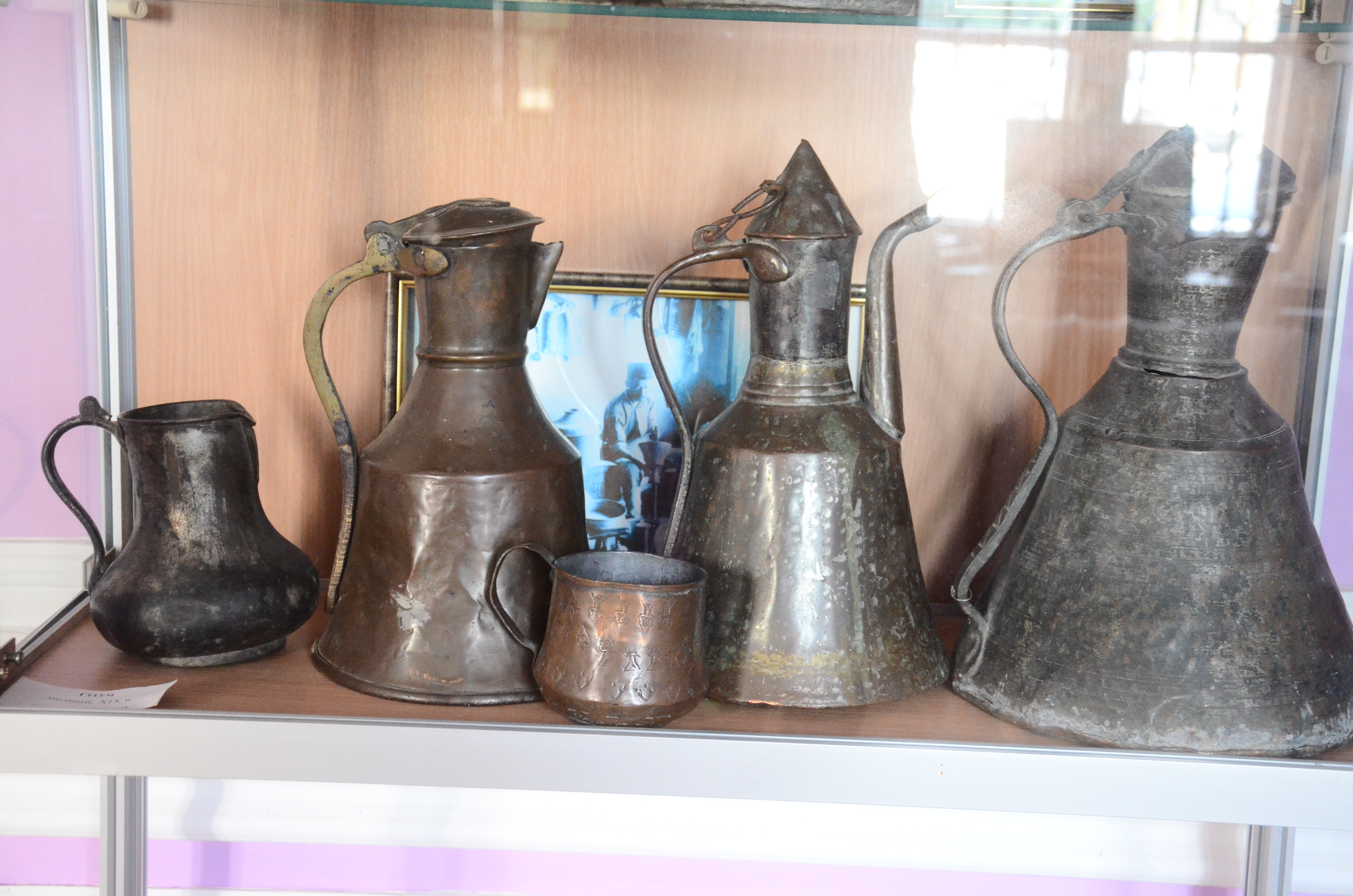

Крымскотатарская музыка — музыкальный фольклор крымских татар, в 990 году давший начало национальной профессиональной музыкальной культуре. Крымскотатарская музыка имеет длительную историю развития, берет начало от времен Крымского ханства.

## Фольклор
Музыкальный фольклор крымских татар является самобытной ветвью культуры тюркоязычных народов и включает ряд песенных жанров, жанры народной и классической инструментальной музыки, а также музыка религиозного направления.
Песни крымских татар представлены рядом жанров, из которых одни более характерны степным регионам (степной диалект крымскотатарского языка), другие - горным (средний диалект крымскотатарского языка и Южнобережьем (южнобережный диалект крымскотатарского языка. Они выполняются одноголосно, однако в случае выполнения большой группой в унисон или с инструментальным сопровождением проступают черты гетерофонии. Диапазон мелодий раннего происхождения не превышает октавы, более позднего - достигает 2 октавы является инструментальное вступление, выдержанное в характере песни. Ладовая основа песен - диатоническая. Песни степного региона более аскетичны по своему характеру, тогда как горного и южнобережного - более эмоциональны и  песенными жанрами крымскотатарской музыки являются:
- Йир - песни степного края аскетического характера.
- Тюркю — песни горных и южнобережных районов, отличаются многообразием и сложностью фактуры, нередко также сложной орнаментикой и ритмикой.
- Дестан - эпический рассказ, построенный на чередовании разговорного текста и музыкальных фрагментов. Его выполняют ашиклар (ашуги).
- Такмак - короткая, быстрая песня, присказку речитативного характера.
- Бейит - разновидность речитатива жителей степных районов Крыма (ногай бейитлери) сатирического или юмористического характера.
- Чин — песня импровизационного характера типа частушек. Имеет короткую мелодию (8 тактов), небольшой диапазон, темп умеренный или медленный. Выполняются во время своеобразных индивидуальных или групповых песенных соревнований между юношами и девушками.
- Мане - развитая лирическая песня, распространенная в прибрежных и горных районах Крыма. Исполняется хором и одновременно танцуется как хоран.
- Макам - вокально-инструментальная пьеса импровизационного характера с признаками сюиты, распространенная в прибрежных и горных районах Крыма.

Народная инструментальная музыка крымских татар представлены такими жанрами:
- Той мерасими авалары — инструментальные пьесы, исполняемые во время свадьбы, самой распространенной является циклическая форма «Таксим» (Прелюдия) — «Пешраф» (Интермеццо), где таксим исполняется скрипкой соло в свободной манере, однако с точно отшлифованной мелодией, другие инструменты поддерживают её на тонике, а контрастная к ней пешраф выполняется всем составом ансамбля в среднем или быстром темпе;
- Долулар — застольные инструментальные мелодии, исполняемые на свадьбе всем составом ансамбля;
- Агыр авалар - медленные танцы;
- Хайтармалар (хайтарма) — быстрые танцы;
- Чешит оюн авалары — разные танцевальные мелодии (хороводные, пастушьи наигрыши и т. п.);
- Кьонушма ве эглендже авалары — развлекательные мелодии.

Традиционными музыкальными инструментами крымских татар являются:
- духовые: зурна, тулуп-зурна (волынка или дуда), кавал или хавал (свисткова дудка);
- струнные: сантр (род цимбал), саз (щипковый), кеманче (смычковый);
- ударные: давул (большой барабан), чубук давул (большой барабан), даре-дойра, думбелек (парные литавры).

Религиозная музыка крымских татар представлена исключительно песенными жанрами, которые имеют название иляхи — песни плакальщиц, жрецов-аскетов, миссионеров и паломников, которые прославляли верховное божество. По характеру исполнения иляхи подразделяются на 2 вида: хоровые (в унисон) - иляхи тевхиды и сольные— иляхи вакуфы. Иляхи тевхіди (в переводе с арабского — божественное единение или слияние с Богом) выполняются группой людей, основная часть которых подпевает рефрен или сопровождает пение возгласами «гьу хай», этим обусловлено его четкий, одномерный ритм. Иляхи вакуфяи (из араб. — божественное стояние или остановка на пути к Богу) исполняются соло, поскольку их интонационная орнаментика сложнее, а метроритмика свободна.

## Стили, жанры и особенности
Различают горный и степной стили крымскотатарской музыки, имевшие распространение среди разных субэтносов: песни южнобережных и горных татар (тюркю) более эмоциональны, обладают вычурной и сложной мелодикой и системой полутонов, тогда как степные мотивы (йыр) имеют простое в мелодическом плане строение и диатоническую основу. Ритмически для крымскотатарской музыки характерны 5-, 7- и 9-дольные размеры с добавлением 2- и 3-дольных ячеек.
Сочинители и исполнители народных песен у горных татар носили название ашики, у степных — кедаи. Эпические песни в народной крымскотатарской музыке представлены бейтами и поэмами-дестанами (как, например, «Кёр-огълу», «Эдиге» и превращённый Асаном Рефатовым в музыкальную драму «Чора-батыр»). Вынужденные переселения крымских татар, происходившие с конца XVIII века, породили особый жанр исторических песен — муаджир тюркю и кочь авасы. В бытовом жанре можно выделить короткие песенные импровизации, называвшиеся по-разному (у степных татар — чынъ или чины, у горных — мане), а также лирические песни макъам. Также в фольклоре присутствуют обрядовые песнопения и песни, исполнявшиеся во время круговых танцев (хоран). Инструментальная танцевальная музыка делится на быструю (къайтарма) и медленную (агъыр ава).
Среди традиционных народных музыкальных инструментов у крымских татар присутствуют давул (с караимского— «большой барабан»), даре и думбелек (парные литавры из глиняных горшков с натянутой кожей) из ударных, зурна, тулуп-зурна и кавал из духовых, кеманча, саз и сантыр — из струнных. В конце XIX века в музыкальный обиход вошли кларнет, труба и скрипка, ещё позже — электрогитара с аккордеоном. Традиционный инструментальный ансамбль назывался давулджылар и состоял из 2 зурн, давула и даре. Камерный ансамбль, сопровождавший пение, включал даре, сантыр, одну-две скрипки, кларнет и трубу (позже и аккордеон) и носил название чал или кеманеджилер.

## Распространение
Впервые систематизировать и публиковать народные крымскотатарские песни в начале XX века стал А. Олесницкий, затем этим занимались также А. К. Кончевский, М. И. Красев, А. Рефатов, Я. Шерфединов и И. Бахшиш. Среди использования народных мелодий в классической музыке можно упомянуть «Крымские эскизы» для оркестра и другое творчество А. А. Спендиарова, картины Востока в опере Глинки «Руслан и Людмила», фортепианную фантазию Балакирева «Исламей».

## Профессиональная музыкальная культура
Интеграция крымскотатарской музыки в европейскую культуру начинается с 1920-х годов. Основоположником крымскотатарской профессиональной композиторской школы считается А. Рефатов (1920-1938) — автор первой крымскотатарской оперы — «Чора Батыр», а также сборника крымскотатарских народных песен. Его жизнь была оборвана во время сталинских репрессий. Последователями Рефатова в советский период стали И. Бахшиш (1912-2000) и Э. Налбандов (1926-1999), которые были депортированы из Крыма и продолжали творческую работу в Таджикистане.
В 1990-х годах со свержением СССР крымские татары возвращаются на историческую родину, что способствует постепенному возрождению национальной культуры. В 1992 году в Крымскую филармонию вернулся ансамбль крымскотатарской музыки «Хайтарма», что в течение длительного времени оставался единственным творческим коллективом, который хранил на профессиональном уровне самобытную культуру крымских татар. В Крым приехали работать такие композиторы как М. Халитова (автор нескольких симфонических произведений). Интересные образцы современных интерпретаций крымскотатарской и украинского музыкального фольклора представлены в творчестве современного композитора Р. Рамазанова. В джазовом направлении самобытный стиль развивает Энвер Измайлов, в популярной музыке - Джамала, альтернативную музыку представляет Эді.